# UB-125号潜艇
陛下之UB-125号艇是德意志帝国海军于第一次世界大战期间建造的其中一艘UB-III型近岸潜艇或称U艇。它由不来梅的威悉船厂承建，于1918年4月16日新船下水，至同年5月18日交付使用。其全长55.85米，水面及水下排水量分别为512吨和643吨，艇载武器则包括五具500毫米鱼雷发射管以及一门105毫米口径甲板炮。UB-125号入役后曾被部署至驻埃姆登的第三区舰队，并参与了大西洋潜艇战。在两次巡逻期间，该艇合共击沉6艘协约国或中立国商船，容积总吨累计为13307吨。战后，根据对德停战协定的要求，UB-125号于1918年11月20日被引渡至英国哈维奇正式向协约国投降，继而移交日本，并一度以O-6号潜艇（日语：〇六潜水艦）之名在大日本帝国海军运用至1921年方拆解报废。

## 设计
UB-125号是不来梅威悉船厂承建的UB-III型第三批次（UB-118至UB-132号）的八号艇，由德意志帝国海军潜艇监察局于1917年2月8日订购、同年7月19日动工，至1918年4月16日下水。其全长55.85米，舷宽5.80米。艇体采用双壳体结构，水面及水下排水量分别为512吨和643吨，浮起时的吃水深度为3.72米。由于无需像UC-II型艇那样提供水雷布设装置，设计工程师对潜艇舷弧进行了优化，增大了司令塔体积，配备两具潜望镜，司令塔与控制室之间增加一道水密舱壁。这些改进显著提高了潜艇的水下机动性和生存力。为了达到更高的航速，UB-125号采用两台科尔庭六缸四冲程525匹公制馬力（386千瓦特）柴油机用于水面运行，以及两台394匹公制馬力（290千瓦特）的西门子-舒克特电动发电机用于水下航行；水面最高航速13.9節（25.7每小時），水下7.6節（14.1每小時）；能够在水面以6節（11每小時）航速续航7,280海里（13,480），或以4節（7.4每小時）连续在水下航行50海里（93）而无需充电。
UB-125号的主武器为五具500毫米艇艏鱼雷发射管，其中艇艏四具采用层叠式布局分居两侧、艇艉一具，并可搭载合共10枚G6型鱼雷。辅助武器则是一门88毫米30倍径速射炮。其标准船员编制为3名军官加31名水兵。

## 服役历史
1918年5月18日，UB-125号在首度担任艇长的海军上尉弗里茨·舒伯特的指挥下正式入役，随即展开海试。完成海试后，海军中尉维尔纳·法特于7月21日接管指挥权，并率艇加入驻埃姆登的第三区舰队，参与了大西洋潜艇战，足迹遍及爱尔兰海和圣乔治海峡等地。在两次巡逻期间，该艇合共击沉6艘协约国或中立国商船，容积总吨累计为13307吨。其中，容积最大的受害者是3636总吨的美国货轮奥涅加号（Onega）；它是从波尔多运送坑木前往斯旺西的途中，于8月30日在格德莱韦岛对开海面遭鱼雷击沉，并造成26人罹难。而注册吨位为6082吨的英国货轮演员号（Actor）尽管显著更大，但它于9月1日在圣乔治海峡被鱼雷击中后仍能自行返港，并未造成人员伤亡。1918年秋天，当意识到战争显然无法再通过军事手段取胜时，德意志帝国海军计划向英国皇家海军发动最后一场旨在“光荣覆灭”的重大战役，即第19号作战令。10月21日，UB-125号接到命令，停止破交战以支援拟议中的公海舰队行动，并前往苏格兰的英国海军基地前待命。但随着计划告吹，该艇又于10月25日返回威廉港。
战后，根据对德停战协定的要求，UB-125号于1918年11月20日被引渡至英国哈维奇正式向协约国投降。同年12月19日，该艇作为战利品由日本接收，并更名为“O-6号潜艇”（〇六潜水艦）。经过出海调试后，O-6号于1919年1月10日由柏号驱逐舰拖离哈维奇，继而由大日本帝国海军的第二特务舰队负责押送，经行马耳他、塞德港、科伦坡、槟城、新加坡和马公等地后，于6月18日拖抵横须贺维修。它并未编入日本海军序列，而是在完成整备后用于训练和实验，为日本潜艇的发展作出了贡献。1921年，O-6号在佐世保海军工厂拆解，但艇体获得了保留。这艘废艇体于1925年12月26日被编为杂役船，并更名为“2630号”，供佐世保海军工厂作临时浮船坞使用。

## 袭击历史摘要
| 日期          | 船名            | 船籍   | 吨位 | 结局 |
| ------------- | --------------- | ------ | ---- | ---- |
| 1918年8月29日 | 阿特谢里·门迪号 | 西班牙 | 2424 | 击沉 |
| 1918年8月30日 | 奥涅加号        | 美国   | 3636 | 击沉 |
| 1918年9月1日  | 演员号          | 英国   | 6082 | 击伤 |
| 1918年9月3日  | 布拉瓦号        | 葡萄牙 | 3184 | 击沉 |
| 1918年9月3日  | 欧文斯湖号      | 美国   | 2308 | 击沉 |
| 1918年9月4日  | 博格斯塔德号    | 挪威   | 1589 | 击沉 |
| 1918年9月12日 | 盾牌号          | 丹麦   | 166  | 击沉 |

## 脚注
1. ↑  Rössler，第55頁.
2. ↑  Helgason, Guðmundur. . German and Austrian U-boats of World War I - Kaiserliche Marine - Uboat.net.   [2009-02-13].
3. 1 2 3 4  Gröner 1991，第25-30頁.
4. 1 2  Helgason, Guðmundur. . German and Austrian U-boats of World War I - Kaiserliche Marine - Uboat.net.   [2015-03-11].
5. ↑  Helgason, Guðmundur. . German and Austrian U-boats of World War I - Kaiserliche Marine - Uboat.net.   [2015-03-11].
6. ↑  陈进，第239頁.
7. ↑  NARS，第59頁.
8. 1 2  Helgason, Guðmundur. . German and Austrian U-boats of World War I - Kaiserliche Marine - Uboat.net.   [2015-03-11].
9. ↑  Helgason, Guðmundur. . German and Austrian U-boats of World War I - Kaiserliche Marine - Uboat.net.   [2022-06-15].
10. ↑  Helgason, Guðmundur. . German and Austrian U-boats of World War I - Kaiserliche Marine - Uboat.net.   [2022-06-15].
11. ↑  Spindler，第338–340頁.
12. ↑  Herzog，第91頁.
13. ↑  . 大日本帝國海軍特設艦船.   [2022-06-16]. （原始内容存档于2018-11-09）.